# Taira no Kiyomori
Taira no Kiyomori (平清盛, 1118-1181) est un commandant militaire, noble de cour et homme d'État japonais de la fin de l'époque de Heian.
Fils aîné de Taira no Tadamori, il est issu de la branche Ise du clan, et en deviendra le chef à la suite de son père. Lors de la rébellion de Hōgen, il acquit la confiance de l'empereur Go-Shirakawa et lorsqu'il sortit vainqueur de la rébellion de Heiji, il fut le premier guerrier à se faire nommer daijō-daijin. Il fit marier sa fille Tokuko à l'empereur Takakura et édifia l'époque où le clan Taira prend le pouvoir politique.
Il a mis en place le premier gouvernement guerrier de l'histoire du Japon.

## Biographie
En 1146, Taira no Kiyomori devient gouverneur de la province d'Aki. Il affronte en février de la même année les moines-guerriers de l'Enryaku-ji.
En 1153, il devient chef du clan Taira après la mort de Taira no Tadamori le 15 février.
Son alliance avec l'empereur Go-Shirakawa au cours de la rébellion de Hōgen en 1156 lui ouvre les portes de la cour impériale, et, inquiet de la montée en puissance du clan Minamoto, il continue de se rapprocher de l'empereur Go-Shirakawa, lui apportant son soutien financier et militaire.
En décembre 1159, il part avec sa famille pour un pèlerinage au temple de Kumano. Profitant de son absence, ses rivaux Minamoto no Yoshitomo et Fujiwara no Nobuyori tentent un mois plus tard un coup d'État et enlèvent Go-Shirakawa, à présent retiré, et l'empereur Nijō. Kiyomori revient en hâte à Kyōto et élimine les Minamoto, s'appropriant leurs terres et se livrant à un vrai massacre auquel seuls échappent les plus jeunes des fils de Yoshitomo, exilés dans diverses provinces.
Cet événement augmente encore son influence à la cour, et il collectionne les titres, obtenant même celui de daijō-daijin, premier ministre, le poste le plus élevé à la cour le 11 février 1167, et marie sa fille Tokuko à l'empereur Takakura.
En 1168, il donne des fonds importants permettant la reconstruction du temple d'Itsukushima. Tombé malade, il se retire en religion sous le nom de « Jōkai » et gouverne depuis sa retraite monastique.
À l'apogée de sa puissance, ses relations se dégradent rapidement avec Go-Shirakawa, et il déjoue en 1177 un coup d'État orchestré par celui-ci, qu'il fait arrêter en 1179.
En 1178 naît son petit-fils le prince impérial Tokihito, et il le fait déclarer héritier du trône impérial à l'âge d'un mois. Le 22 mars 1180, il force Takakura à abdiquer et place son petit-fils sur le trône sous le nom d'empereur Antoku, avant de déplacer la capitale à Fukuhara (aujourd'hui Kōbe) en juin (elle est redéplacée à Kyōto en novembre).
Cependant, l'arrivée sur le trône d'Antoku provoque un appel aux armes du fils de Go-Shirakawa, le prince Mochihito, ce qui plonge le pays dans la guerre de Genpei.
Kiyomori meurt de maladie l'année suivante, après avoir vu ce qu'il avait passé sa vie à construire commencer à tomber en ruine.
Épouses et descendance:
- Taira no Jishi (Tokiko) ° 1126 + noyée 1185, fille de Taira no Tokinobu et d'une servante de l’impératrice archidouairière Fujiwara no Kanshi (Hiroko) ; nonne en 1168 ; mère de :
  - Munemori ° 1147 + 1185 ; marié Taira no Seishi (Moriko) ° (1145) + ap. 1185, sa tante, demi sœur de sa mère, fille de Taira no Tokinobu et de Fujiwara no Yushi (Sukeko)
  - Une fille ° 1148/1154 + VIII/IX 1168
  - Tomomori ° 1152 + 1185
  - Tokushi (Noriko) ° 1155 + 25 I 1214 ; reçoit le 3e rang 30 XII 1171 ; entrée au palais de l'empereur Takakura 11 I 1172 ; épouse impériale (nyogo) 23 I 1172 ; impératrice (chugu) 6 III 1172 titrée Kenreimon In 1 I 1182 ; nonne Shinnyokaku 31 V 1185
  - Seishi (Moriko) ° 1156 + 1179 ; mariée 1160 Fujiwara no Motozane (1143 + 1166), fils de Tadamichi
  - Shigehira ° 1157 + 1185
  - Kanshi (Hiroko) mariée Fujiwara no Motomichi (1160-1233) fils de Motozane
- une fille de Minamoto no Motoshige, mère de
  - Shigemori, fils aîné, 1138 + 1179 ; marié Taira no Seishi (Kiyoko) ° (1140) + ? , fille de Taira no Tokinobu
- dame Itsukushima, fonctionnaire du palais retiré, mère de
  - Fille, surnommée Mino no Tsubone, dame d’honneur de Go Shirakawa
- Tokiwa Gozen, ° (1135) + ap. 1168 ; dame d’honneur de l’impératrice Fujiwara no Teishi ; concubine de Minamoto Yoshitomo (1123-1160) ; remariée ensuite Fujiwara Naganari (1120-ap. 1170) ; mère de
  - Fille, surnommée Ro no Onkata, dame d’honneur du palais
- de mères inconnues
  - Motomori ° (1140) + ap. 1162
  - Koretoshi ° (1160) + 1185
  - Tomonori ° ap. 1160 + 1183
  - Kiyofusa
  - Fille, mariée à Fujiwara Takafusa (1148-1206)
  - Fille, mariée à Fujiwara Nobutaka (1126-1179)

## Titres
- 1146 : nommé gouverneur de la province d'Aki.
- 1115 : devient chef du clan Taira.
- 1158 : nommé assistant gouverneur-général du Daifuzu (un office gouvernemental à Kyūshū).
- 1160 : nommé conseiller de la cour (troisième rang senior).
- 1167 : devient daijō-daijin, c'est-à-dire premier ministre, le poste le plus élevé de la cour.

## Postérité
Taira no Kiyomori est le personnage principal du Heike monogatari, roman épique écrit à la période Kamakura. Roman repris par Eiji Yoshikawa sous le titre Shin Heike Monogatari.